# Tiggeby
Tiggeby är en bebyggelse söder om länsväg 230 i Gillberga socken i Eskilstuna kommun. Från 2015 avgränsar SCB här en småort.